# Schwiedelbrouch
Schwiedelbrouch (Luxemburgs: Schwiddelbruch, Duits: Schwiedelbruch) is een plaats in de gemeente Rambrouch en het kanton Redange in Luxemburg met ongeveer 80 inwoners.
Tot 1 januari 1979 maakte Schwiedelbrouch deel uit van de toenmalige gemeente Folschette.
Op het grondgebied van Schwiedelbrouch bevindt zich de Napoléonsgaard (Frans: Jardin Napoléon).

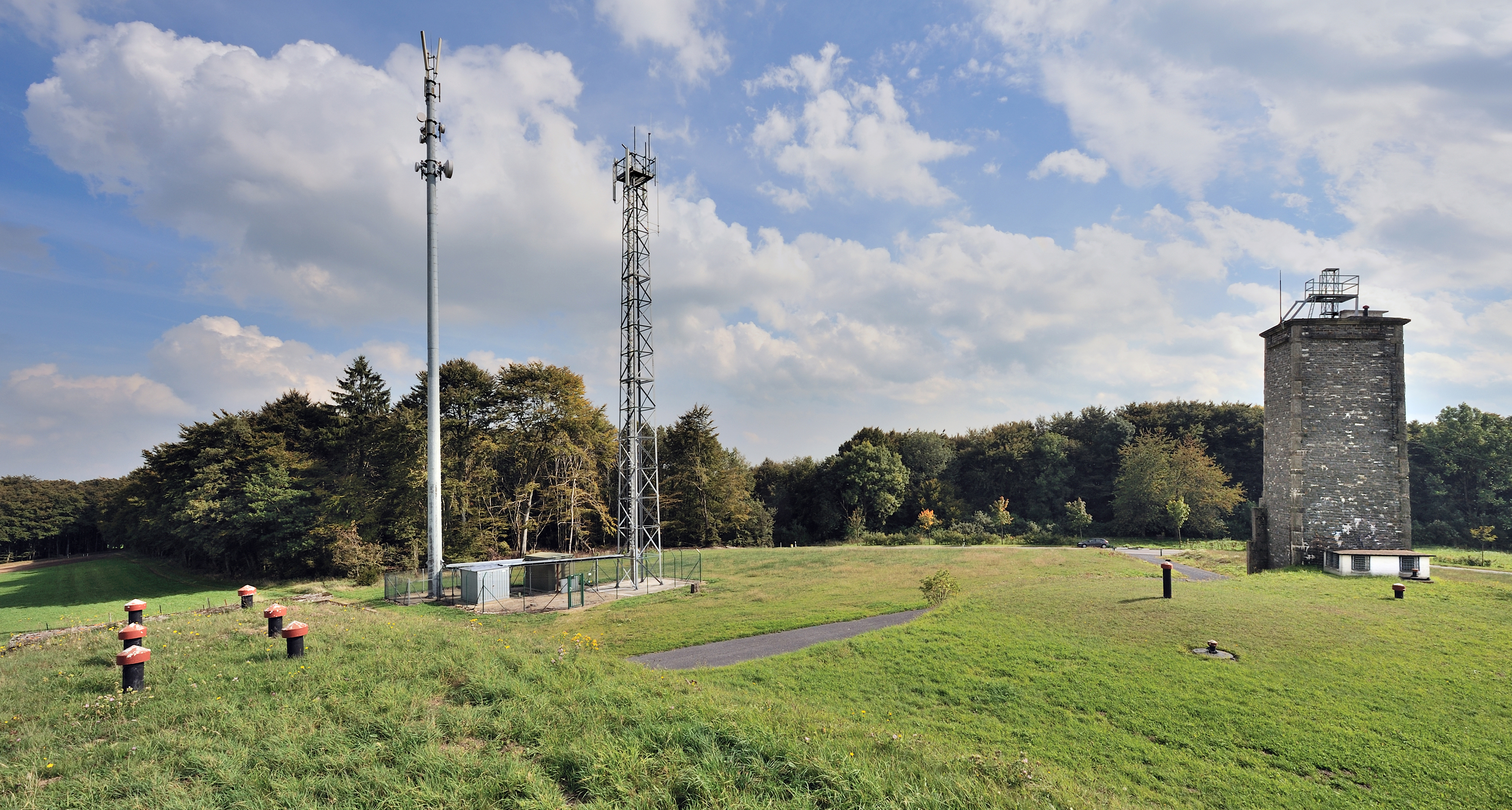
De Napoléonsgaard

.
Arsdorf · Bigonville · Bilsdorf · Eschette · Folschette · Haut-Martelange · Holtz · Hostert · Koetschette · Perlé · Rambrouch · Rombach · Schwiedelbrouch · Wolwelange

Luxemburgse gemeenten · Kanton Redange · Luxemburg